# 舟橋

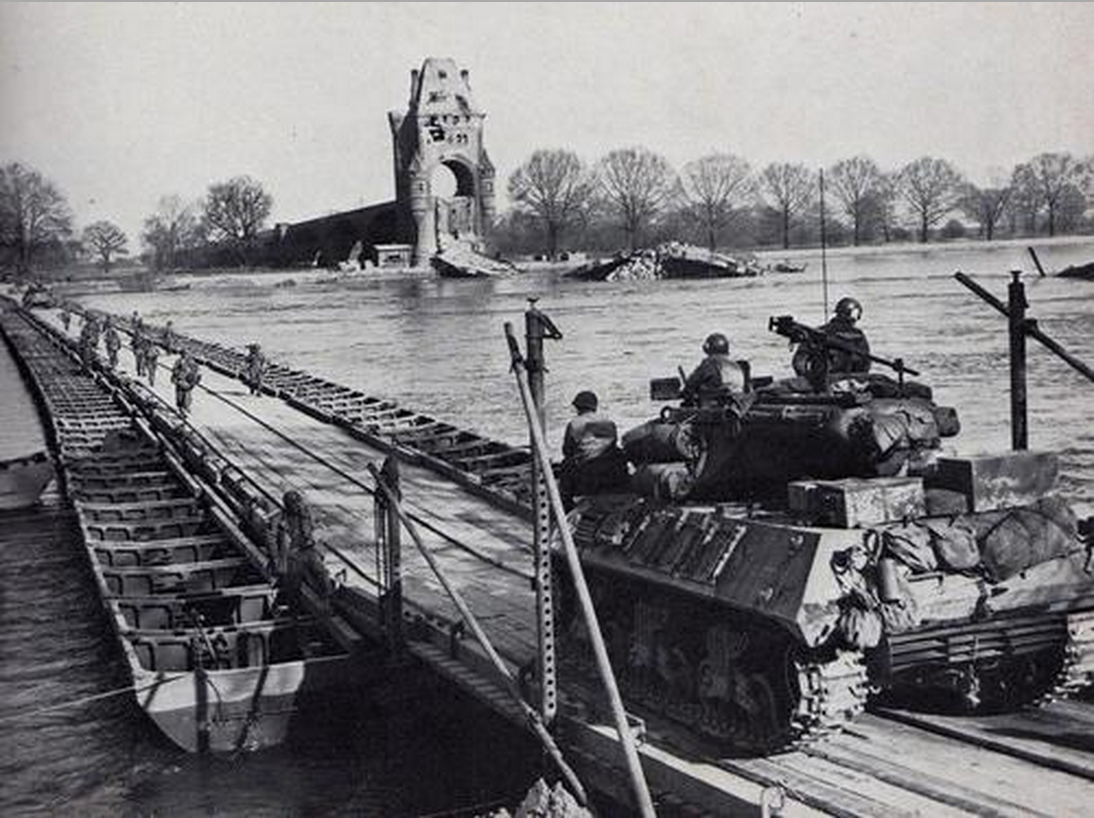
1945年、ライン川にかかった舟橋をわたるアメリカ軍

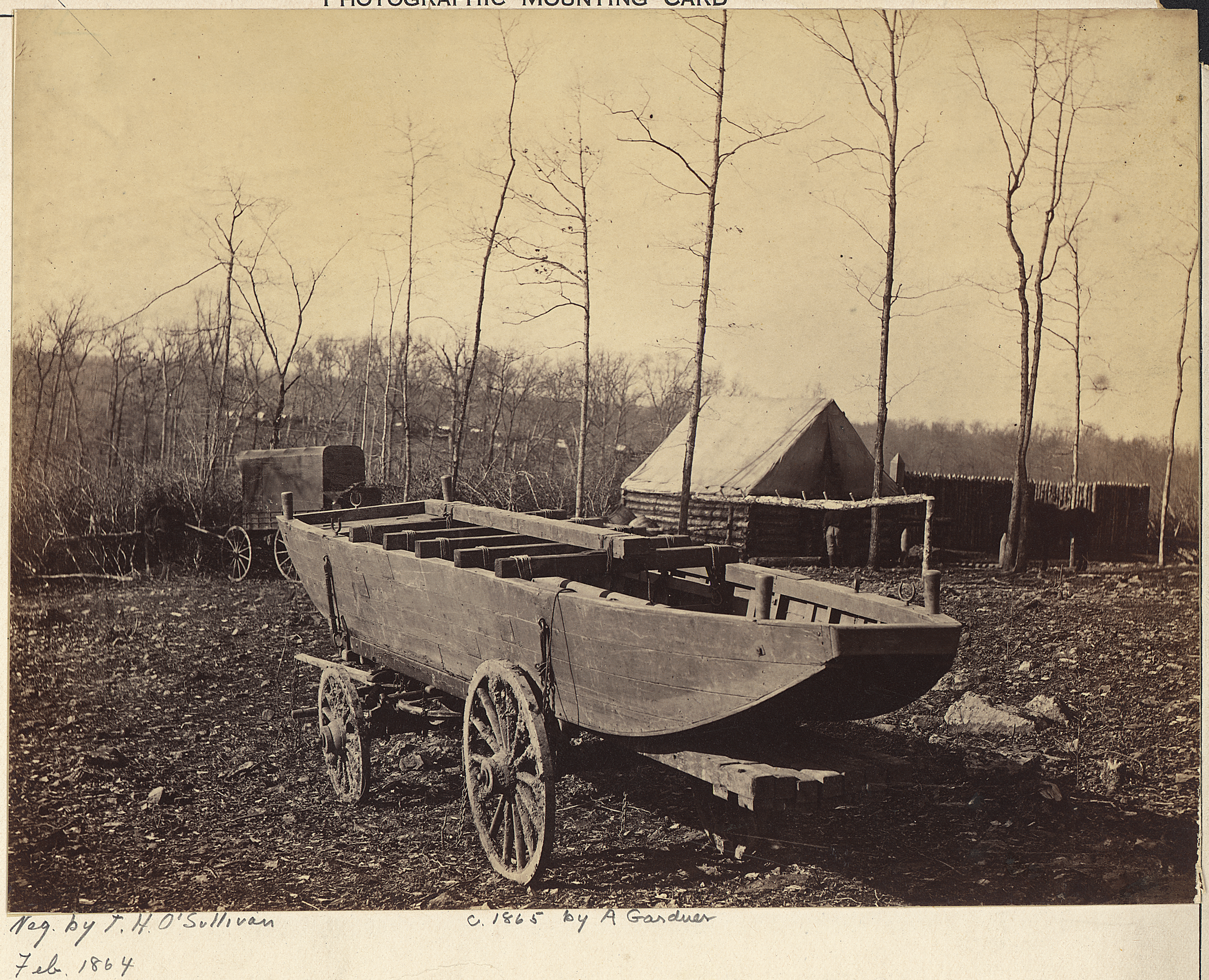
アメリカ軍のポンツーン（1864年）

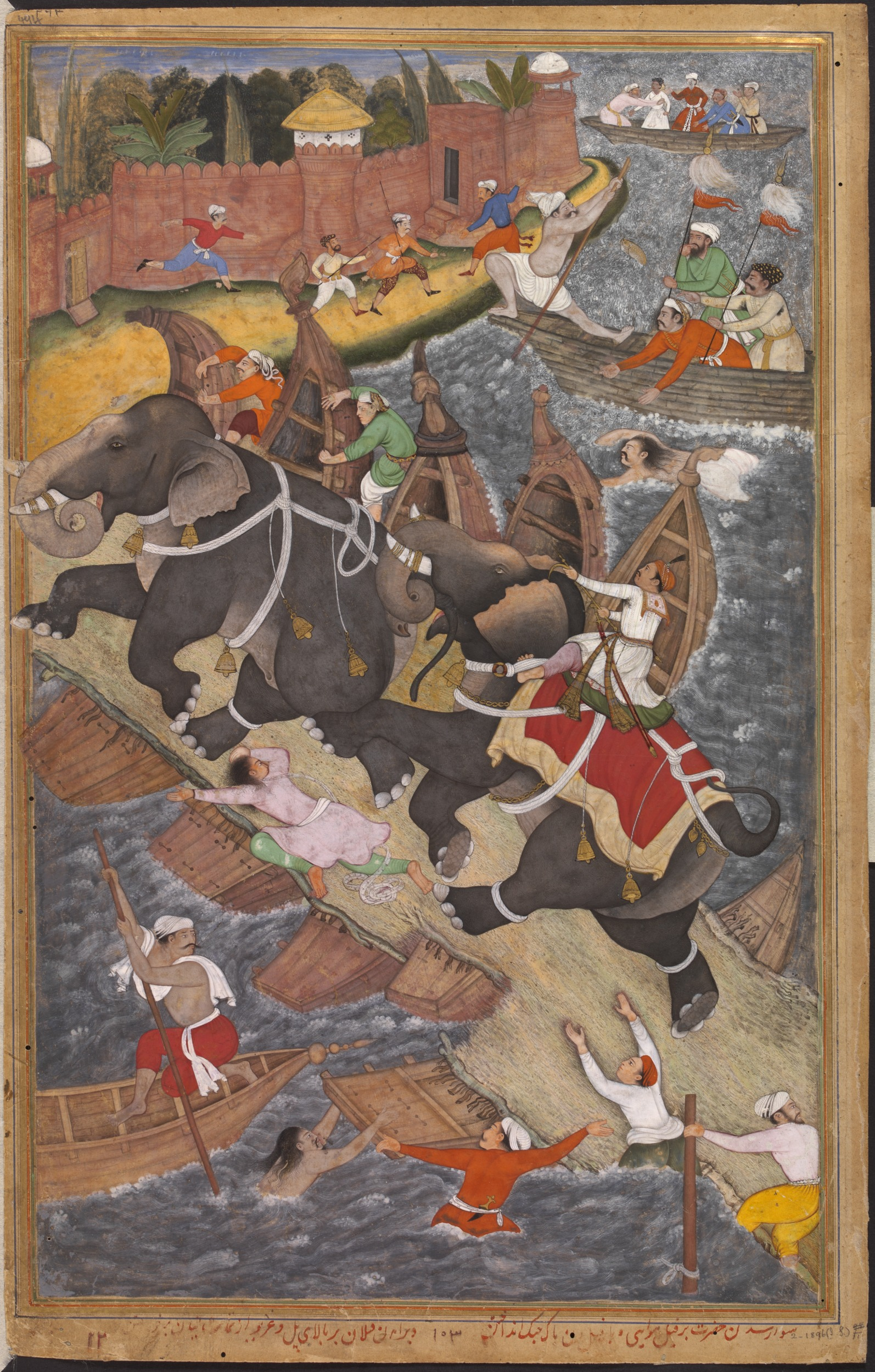
ムガル帝国の皇帝アクバルが獰猛な象ハワーイーに乗り舟橋の舟を壊しながら別の象を追いかけている図。1561年「Akbar's Adventure with the Elephant Hawa’i（象のハワーイーとアクバルの冒険」）」から

舟橋（ふなばし、船橋）は、河川の中に並べた船の上に板を敷いて造る橋。仮設として用いられる例も多いが、保守点検を行いつつ常設されていた例は、古今東西を問わず多数存在する。

## 構造
起の舟橋（おこしのふなばし、後述の起川（木曽川）に架けられた舟橋のこと）の場合は、舳先を川上に向けて川幅いっぱいに船が並び、錨で川底に留められる。船の上には横板が渡され、さらに板のずれや上下・左右の揺れを抑えるため、鉄鎖・藤綱なども渡される。船同士は藁綱によって固定され、岸や川中の大杭に留められる。両岸には番小屋を作り、通行当日には護衛が欄干のように橋上に立ち並んだ。

## 歴史

### 古代中国
古代中国周代の文書、詩経に紀元前11世紀に初めて周の文王が舟橋を作ったと記述されている。しかし、歴史家のジョゼフ・ニーダムは、（紀元前202年〜220年の漢代までの編集方法を考慮して）本は後になって追記されたもので、あらゆる可能性から紀元前9世紀または8世紀に中国で仮設舟橋が発明されたものであると指摘した。（鉄の鎖でつないだような）半永久的な橋は秦朝に作られたと、後の宋朝の政治家曹晟が記述している。

### ギリシャ―ローマ時代

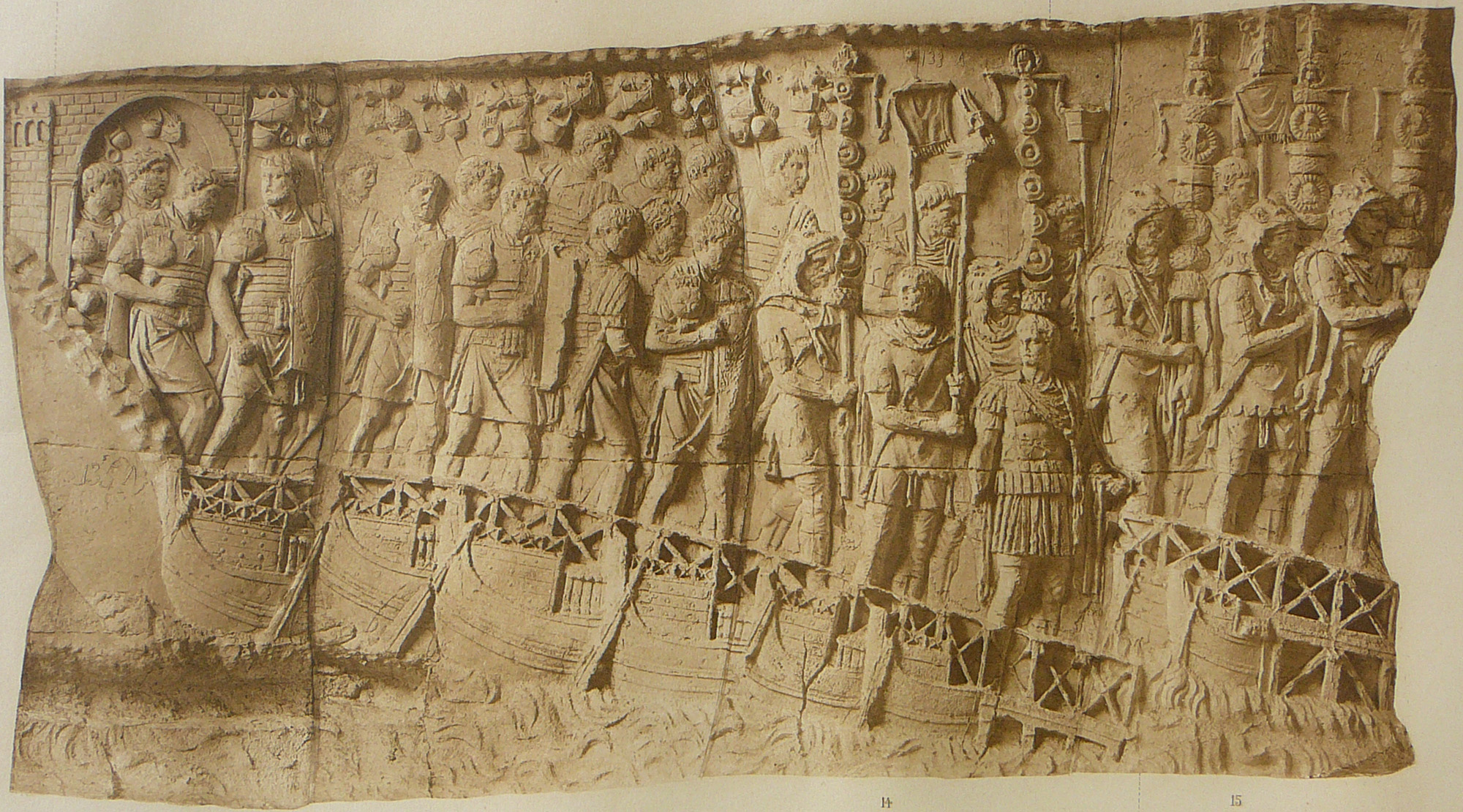
トラヤヌスの記念柱（西暦98-117年頃）のレリーフから

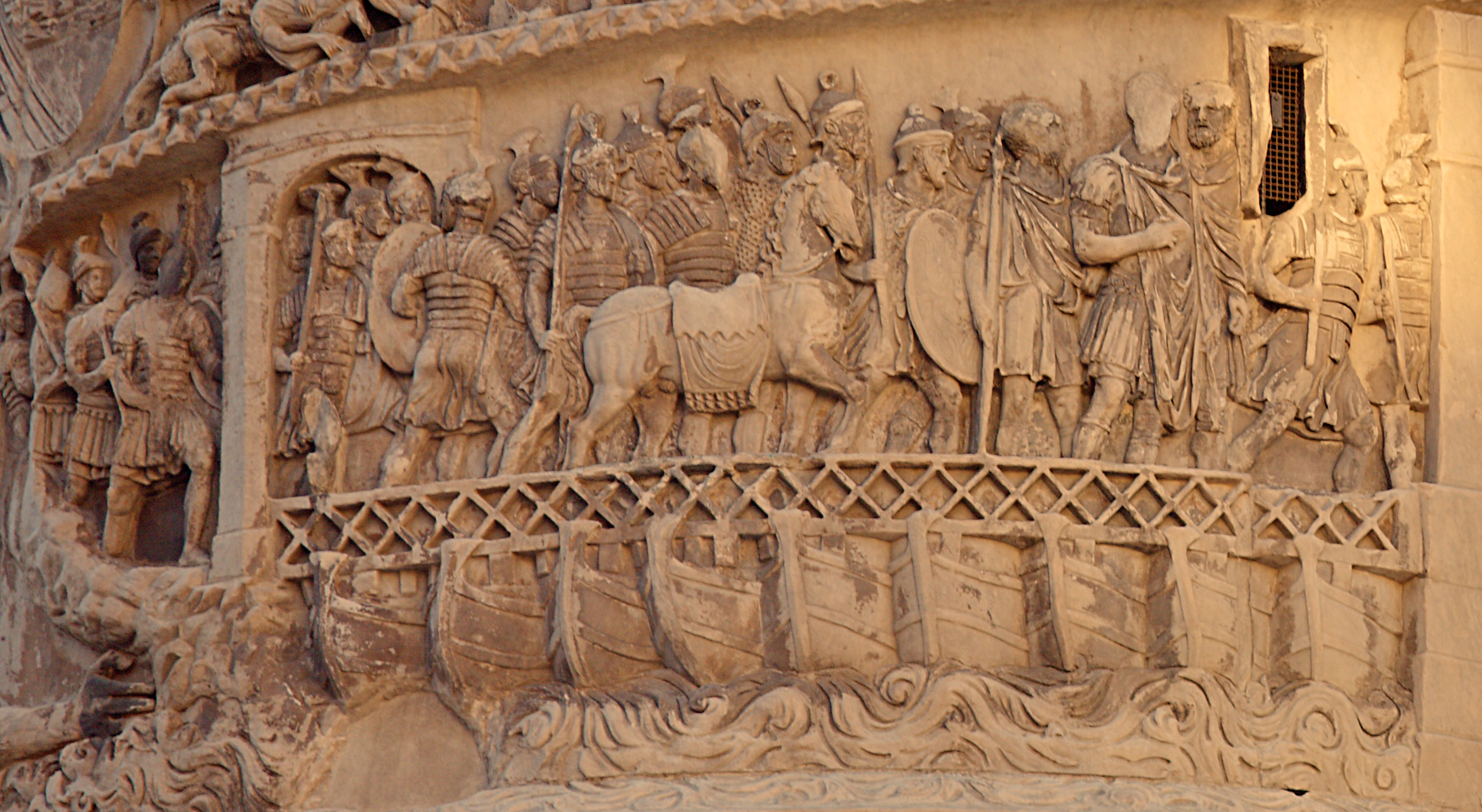
ローマの軍隊がドナウ川を渡る様子。マルクス・アウレリウスの記念柱（西暦161-180年ごろ）のレリーフから

ギリシャの作家ヘロドトスは、著作『歴史』の中で幾つかの舟橋について記述している。ペルシャの王ダレイオス1世はボスポラス海峡を渡るのに1.2kmの舟橋を使った。西暦37年、ローマ皇帝カリグラはバイアエで3.2 kmの橋を作ったとされる。

### 日本
日本においての舟橋の初例ははっきりしないが、奈良時代には「浮橋」に関する記録がある。天平17年（745年）、恭仁宮還幸に関して木津川の浮橋という記述が確認される。
伊勢神宮近くの宮川には舟橋があったとされ、天平宝字2年（758年）9月、朝廷からの使者として和気清麻呂が伊勢神宮に派遣された際、舟橋の舟が乱解して随身の馬一匹が川に流され溺死した記録が残る。室町時代の連歌師であった宗祇もこの橋を記録しており、江戸時代の図絵にも描かれている。
以降平安時代末期までに、天皇の行幸の際に舟橋が仮設された話や、橋が流されて被害が出た話などが多数記録されている。

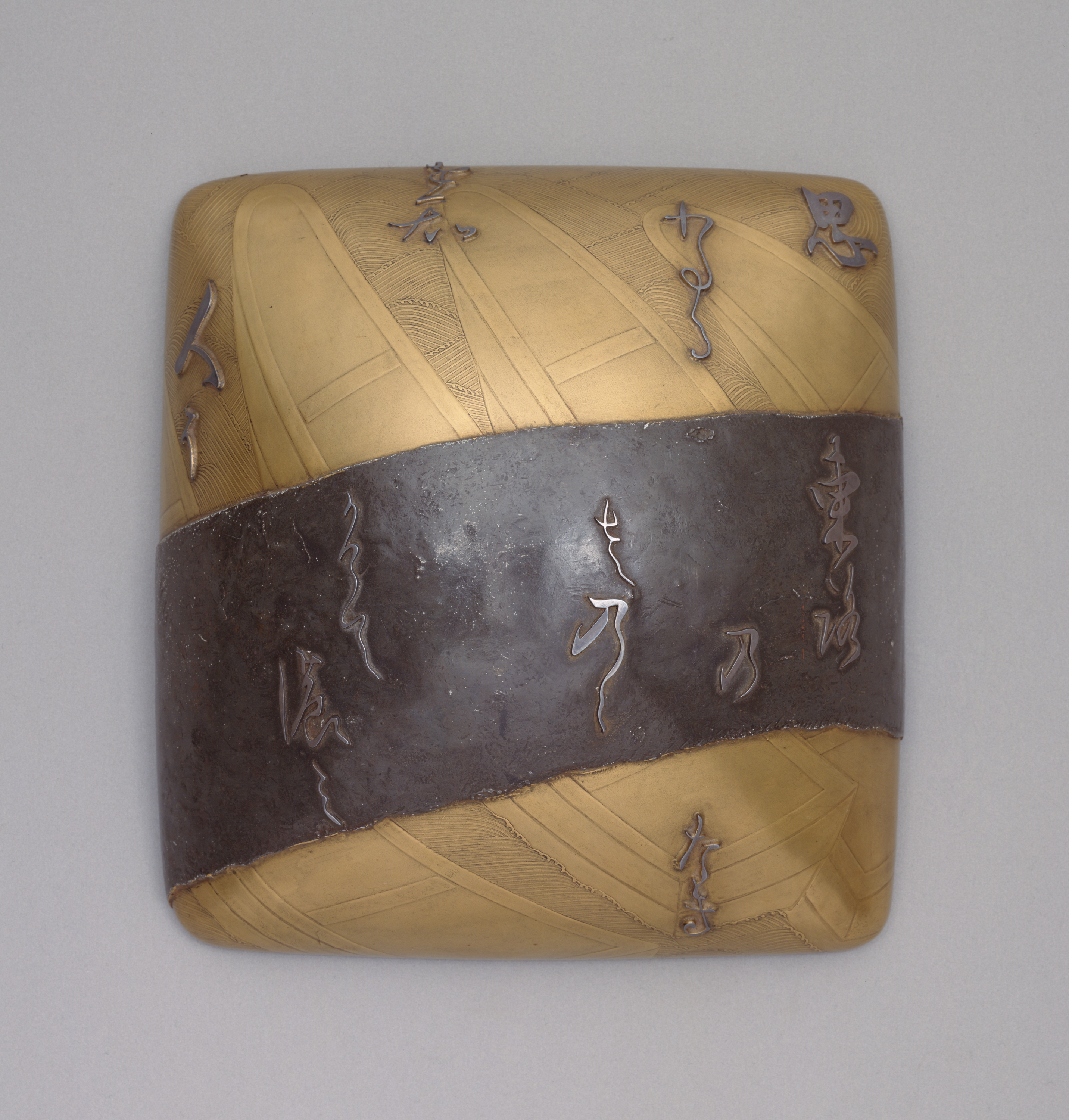
本阿弥光悦作『舟橋蒔絵硯箱』（国宝、東京国立博物館所蔵）蓋
----
「東路の」の歌の文字の形に切りだした銀板を蓋の全面に散らすが「舟橋」の2字をあえて省き、鉛板で表した橋の図をもって意を示す。

また、『万葉集』には詠み人知らずの歌「上毛野 佐野の舟橋とり放し 親は放くれど 吾は離るがえ」が収録されている。これをそのまま真実の情景として解釈した場合、当時の中心地から遠く離れた上毛野の佐野（上野国、群馬県高崎市）においても、舟橋が使用されていたことになる。「佐野の舟橋」のフレーズはのちに歌枕とされ、源等が詠んだ「東路の 佐野の舟橋 かけてのみ 思ひわたるを 知る人ぞなき」（『後撰和歌集』）を表した『舟橋蒔絵硯箱』は、江戸時代初期に活躍した芸術家・本阿弥光悦の代表作として知られる。

## 各地の舟橋

### 日本
濃尾平野の舟橋
- 佐渡川（揖斐川） - 川幅200メートル超。西側を大垣藩が、東側を徳川幕府が分担し、80-104艘で架橋。
- 墨俣川（長良川） - 川幅300メートル弱。西側を尾張藩が、東側を加納藩が分担し、105-116艘で架橋。
- 小熊川（境川） - 川幅約40メートル。旗本の竹中家と大島家が12-28艘で架橋。
- 起川（木曽川） - 川幅800メートル超。起藩が274-281艘で架橋。いわゆる「起の舟橋」（後述）。

「起（おこし）の舟橋」
江戸時代、現在の木曽三川にあたる河川の渡河は渡し船が一般的だったが、征夷大将軍と朝鮮通信使が渡る際のみ、美濃国と尾張国の境にある佐渡川（揖斐川）・墨俣川（長良川）・小熊川（境川）・起川（木曽川）の4河川が舟橋で架橋された。木曽川に架かる「起の舟橋」は日本最長の舟橋であり、長さは475間3尺（約860メートル）、幅は9尺（約3メートル）だった。大船44艘と小船230艘が使用され、舟の上に敷く板は3036枚にも上った。一般の大名の通行は禁じられていた。起の舟橋は現在の行政区域では愛知県一宮市と岐阜県羽島市を結んでおり、一宮市尾西歴史民俗資料館には起の舟橋の模型が展示されている。
朝鮮通信使の旅程
朝鮮通信使は瀬戸内海を経て大坂に上陸し、草津宿で東海道を分かれて中山道に入り、琵琶湖東岸の朝鮮人街道を通って再び中山道に合流。垂井宿（現岐阜県）から美濃路を通って名古屋城下に入った。起の舟橋の他にも、朝鮮通信使は美濃国と尾張国の境にある佐渡川・墨俣川・小熊川を渡る際にも舟橋を使用し、徳川幕府は天竜川、富士川、酒匂川、馬込川（相模川）などにも舟橋を架けさせている。架橋の際の船は周辺の村々から徴発された。朝鮮通信使が残した使行録には舟橋の様子が克明に記されており、周辺の村々からは舟橋を渡る使節を見るために群衆が集まった。
「見物の男女が路傍をうずめ、船に乗って望見する者にいたっては川の上下をおおい、高貴な家の女は轎（かご）に乗り、道をはさむ者がどれだけいるか判らない。」姜弘重『東槎録』1624年　『図説朝鮮通信使の旅』筧真理子による訳の引用
神通川の舟橋
富山県富山市の神通川に架かる「神通川の舟橋」は常設の舟橋であり、1639年（寛永16年）の富山藩成立以降に架橋された。最長で430 mあった川幅の両岸に柱を立てて鎖を渡し、64艘の船をつないで船の上に板を渡した。大水の時には舟橋を撤去し、水が引くと再び架橋した。木製の常設橋が1882年（明治15年）に建設されて舟橋は役目を終えたが、この地点には明治時代の馳越工事で松川となった現在もほぼ同じ場所に同名の橋が架かり、舟橋という地名も残っている。また、旧舟橋の両岸（今の舟橋の南岸および北に200 mほど離れた場所）には橋のしるべを示す常夜燈（1799年建）が現在も残っている。
北上川の舟橋
- 新山舟橋（南部舟橋） - 現 明治橋（岩手県盛岡市）。1680年（延宝8年）にそれまでの渡し舟を廃して設置された。川幅約200 m。舟数48艘。

九頭竜川の舟橋
- 越前舟橋 - 現在の 九頭竜橋（福井県福井市）。川幅約218 m。舟数48艘。文献によっては400 m・舟数80艘ともある。1578年（天正6年）に架けられたとされるが、それ以前にも同地点に舟橋の存在を記録した文献が残るため、天正の架橋は架け替えと推測される。

### 北米
アメリカ
- en:Evergreen Point Floating Bridge (2016) - 世界最長7,710-フート (2,350 m)[3]であると同時に、世界一中間部の幅が広い116フィート (35 m)舟橋[4]
- en:Evergreen Point Floating Bridge
- en:Hood Canal Bridge

### 南米
ABC諸島
ABC諸島のウィレムスタット市街区のオトロバンダ地区とプンダ地区を結ぶエマ女王橋は「揺れ動く老婦人（Swing Old Lady）」と呼ばれる著名なポンツーン橋である。クイーン・エマ橋は15のブイを橋脚とした木造の橋である。1888年に米国の商人のスミス（Leonard B.Smith）が建造し、1939年に改修された。フェリー通過時には橋が旋回して航路を確保する。

## 軍事用の浮橋

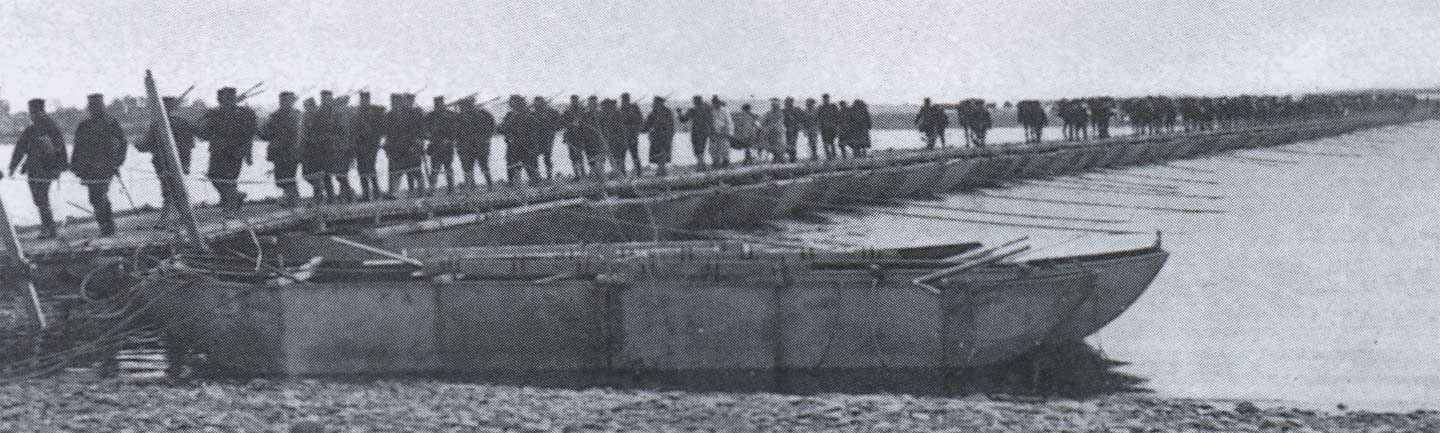
日露戦争中、鴨緑江に架けた浮橋を渡る大日本帝国陸軍部隊

- 92式浮橋
- en:PMP Floating Bridge - 第二次世界大戦中、ソビエト連邦が開発した浮橋施設車両